# هيلين لو كال
هيلين لو كال (بالفرنسية: Hélène Le Gal)‏ (مواليد 21 أبريل 1967)، هي دبلوماسية فرنسية، سفيرة فرنسا لدى المملكة المغربية منذ سبتمبر 2019. وهي أول امرأة تشغلُ منصب سفير فرنسا في المملكة المغربية.

## السيرة الذاتية
هي خريجة المدرسة الوطنية للإدارة في باريس (Science Po)، بدأت مسيرتها في العمل الدّبلوماسي خلال نهاية الثمانينيات في واغادوغو، ببوركينا فاسو، كسكرتيرة في السّفارة الفرنسية.
وشغلت لو كال كذلك منصب السّكرتيرة الأولى للسّفارة الفرنسية في تل أبيب ومدريد خلال التسعينيات، وقد جرى تعيينها مستشارة للوزير المفوّض للتعاون والفرنكوفونية ثم مستشارة للممثل الدائم لفرنسا لدى الاتحاد الأوروبي في بروكسيل في أوائل عام 2000.
وبعد أن قضتْ فترةً قصيرةً في وزارة الشّؤون الخارجية والأوروبية، شغلت لو كال منصب القنصل العام لفرنسا في مدينة كيبيك بين عامي 2009 و2012، ثم جرى تعيينها مستشارة للشّؤون الإفريقية لرئاسة الجمهورية الفرنسية بين عامي 2012 و2016، قبل السّفر إلى إسرائيل حيث تولّت منصبها على رأس السفارة في شتنبر 2016.
وخلال بداية مهامها في إسرائيل، التزمت لو كال بالعمل جاهدة لتعزيز العلاقات بين باريس وتل أبيب. وقضت الدبلوماسية الفرنسية ثلاث سنوات سفيرة لبلادها في إسرائيل. ووصفت العلاقات بين فرنسا وإسرائيل بالتّاريخية و«الوثيقة»، على الرغم من وجود بين الاختلافات بين البلدين في قضايا إقليمية مثل «المسألة الإيرانية».

## وصلات خارجية
- (فيديو): لقاء هيلين لو كال مع المحطة التلفزيونية الفرنسية 24
- موقع السفارة الفرنسية بالمغرب